# Ukraina i Junior Eurovision Song Contest
Ukraina debuterade i Junior Eurovision Song Contest 2006 och har till och med 2024 deltagit 19 gånger. Deras bästa resultat är från 2012, då Anastasija Petrik slutade på första plats med låten "Nebo". 2009 och 2013 hölls i Sportpalatset och Palace "Ukraina", respektive, båda i Kiev. Oleksandr Balabanov, Ivan Yastrebov och Sophia Ivanko tävlade i den nationella finalen 2020.

## Deltagare
| År   | Artist              | Bidrag                                           | Översättning                | Plats | Poäng |
| ---- | ------------------- | ------------------------------------------------ | --------------------------- | ----- | ----- |
| 2006 | Nazar Sljusartjuk   | "Chloptjyk Rock 'n' Roll" (Хлопчик рок 'н' ролл) | Rock 'n' roll-kille         | 9     | 58    |
| 2007 | Ilona Halytska      | "Urok hlamuru" (Урок гламуру)                    | Glamourlektion              | 9     | 56    |
| 2008 | Victoria Petryk     | "Matrosy" (Матроси)                              | Sjömän                      | 2     | 135   |
| 2009 | Andranik Alexanian  | "Tri topoli, tri surmy" (Три тополі, три сурми)  | Tre popplar, tre trumpeter  | 5     | 89    |
| 2010 | Julija Hurska       | "Mij litak" (Мій літак)                          | Mitt plan                   | 14    | 28    |
| 2011 | Kristall            | "Evropa" (Європа)                                | Europa                      | 11    | 49    |
| 2012 | Anastasija Petryk   | "Nebo" (Небо)                                    | Himmel                      | 1     | 138   |
| 2013 | Sofia Tarasova      | "We are one" (Ми є одним)                        | Vi är enade                 | 2     | 121   |
| 2014 | Sympho-Nick         | "Pryjde vesna" (Прийде весна)                    | Våren kommer                | 6     | 74    |
| 2015 | Anna Trintjer       | "Potjny z sebe" (Почни з себе)                   | Börja med dig själv         | 11    | 38    |
| 2016 | Sofia Rol           | "Planet Craves for Love"                         | Planet längtar efter kärlek | 14    | 30    |
| 2017 | Anastasia Bahinska  | "Don't Stop"                                     | Stanna inte                 | 7     | 147   |
| 2018 | Darina Krasnovetska | "Say Love"                                       | Säg kärlek                  | 4     | 182   |
| 2019 | Sofia Ivanko        | "Koly zdajetsia" (Коли здається)                 | När det verkar              | 15    | 59    |
| 2020 | Oleksandr Balabanov | "Vidkryvai (Open Up)" (Відкривай)                | Öppna                       | 7     | 106   |
| 2021 | Olena Usenko        | "Vazhil" (Важiль)                                | Spak                        | 6     | 125   |
| 2022 | Zlata Dziunka       | "Nezlamna (Unbreakable)" (Незламна)              | Oförstörbar                 | 9     | 111   |
| 2023 | Anastasia Dymyd     | "Kvitka" (Квітка)                                | Blomma                      | 5     | 128   |
| 2024 | Artem Kotenko       | "Hear Me Now"                                    | Hör mig nu                  | 3     | 203   |